# 锡亚琴冰川冲突
锡亚琴冰川冲突是印度和巴基斯坦双方于1984年起在克什米爾锡亚琴冰川进行的军事冲突，2003年11月25日双方停火，现仍处于军事对峙状态。在多年的冲突和对峙中，冰川严酷环境带来的严寒、高原病和雪崩造成印巴双方大量人员伤亡。
2015年，印度政府官方披露1984年-2015年间共有869名军人在锡亚琴冰川死亡。巴基斯坦方总伤亡人数的官方数据不明。

## 背景
锡亚琴冰川位于中国、印控克什米尔和巴控克什米尔三地之间的交界地带，总长约72公里，面积3000多平方公里，平均海拔5500多米，气温常年在零下50~零下30摄氏度。
锡亚琴冰川是印度和巴基斯坦在克什米尔实际控制线上的制高点，具有居高临下的战略优势。此外，巴基斯坦主要河流印度河重要的汇入水系来自以锡亚琴冰川为源头的努布拉河。在1949年签署的《卡拉奇協議》中，未明确锡亚琴冰川的归属。

## 主要冲突
1983年，印巴军队都在该地区进行了小规模的巡逻或调动，两国军方都担心对方会占领锡亚琴冰川。
1984年4月，印度军队先发制人，发动梅夫道战役以占领锡亚琴。4月13日，印军以直升机机降占领比拉封山口，4月17日以直升机机降占领锡亚山口。巴基斯坦发现后尝试夺回，于4月25日在比拉方德山口与印军首次交火。巴军在行动受阻后，转而占领另一个重要山口格扬山口。
通过此次行动，印度占据了锡亚琴冰川三分之二的地区。巴基斯坦则占据剩下的地区，巴控地区海拔大多远低于印控地区。 印度占领了三个具有战略意义山口中的两个。
之后，印巴双方在该地增加兵力，新建哨所，并围绕一些关键性哨所进行战斗，包括1987年Quaid哨所争夺、1989年Chumik哨所争夺等。

## 停火与后续
印巴双方于2003年停火，并开始进行撤军谈判。
2005年，时任印度总理曼莫汉·辛格视察锡亚琴冰川，表达和平意愿。
2012年，锡亚琴冰川发生雪崩，导致巴基斯坦140人全部遇难。在雪崩后，巴基斯坦陆军参谋长阿什法克·帕尔韦兹·卡亚尼表示希望和印度一起解决锡亚琴问题。
印巴双方至今仍未达成协议，并继续保持数千名士兵驻扎的军事存在。